# چارلز اولسون

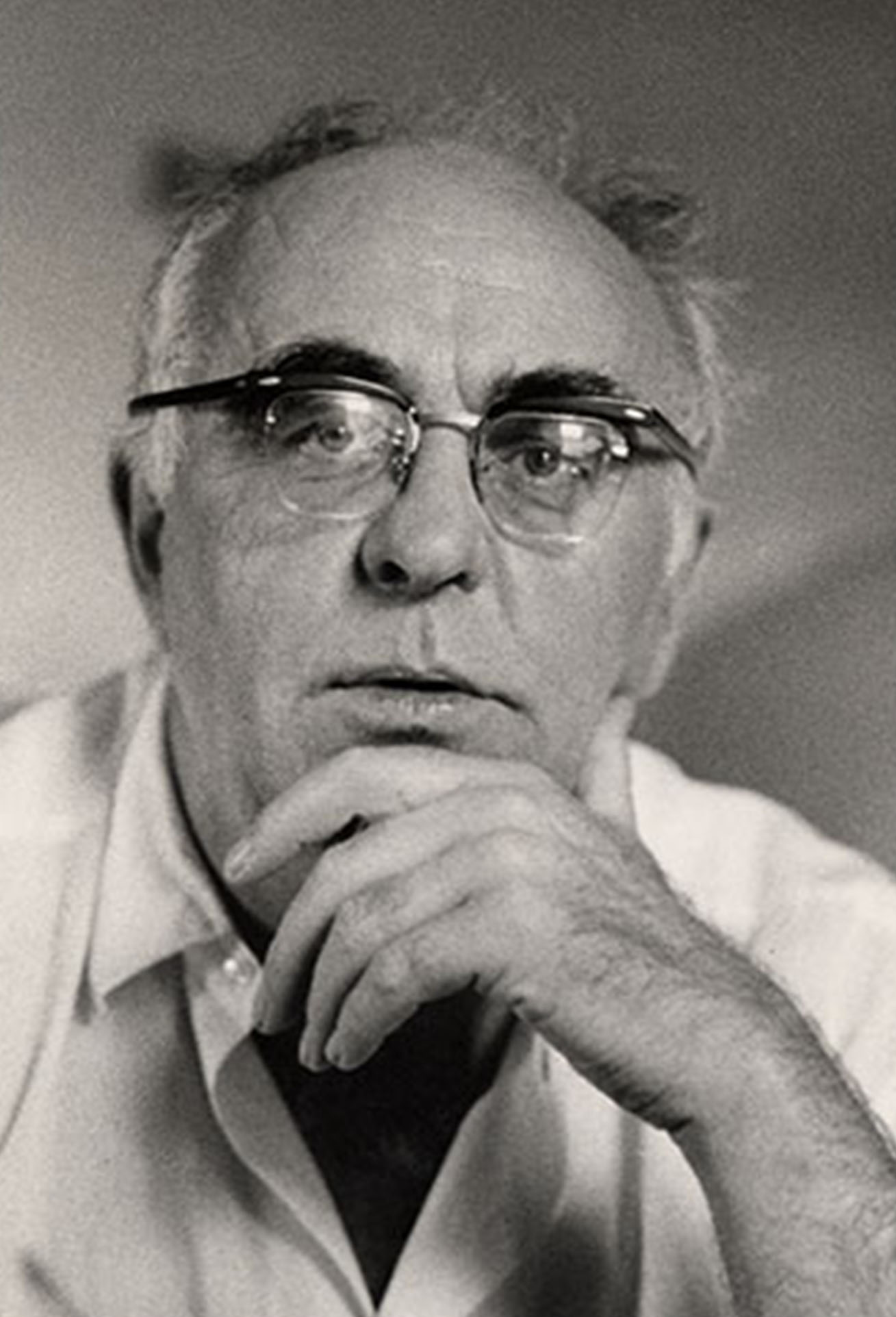
چارلز اولسون، از شاعران شاخص قرن بیستم

چارلز اولسون (به انگلیسی: Charles Olson) (زادهٔ ۱۹۱۰ میلادی، درگذشتهٔ ۱۹۷۰ میلادی) معروف به پدر شعر پست مدرن آمریکا است. او یکی از شاخص‌ترین شاعران قرن بیستم آمریکا بود.

## زندگی
چارلز اولسون در سال ۱۹۱۰ به دنیا آمد. او مدرک لیسانس و فوق لیسانس خود را از دانشگاه وسلیان دریافت کرد. سپس به مدت ۲ سال به تدریس زبان انگلیسی در دانشگاه کلارک پرداخت. او در سال ۱۹۳۶ جهت تکمیل تحصیلات خود در مقطع دکترا وارد دانشگاه هاروارد شد. اولسون از نخستین شاعرانی ست که به نوشتن شعر پست مدرن پرداخت. او در سال ۱۹۷۰ در اثر بیماری سرطان درگذشت.